# FBS金曜トレビアン
『FBS金曜トレビアン』（エフビーエスきんようトレビアン）は、2006年4月7日から2018年9月28日まで、福岡放送で生放送されていた情報番組。通称「金曜トレビアン」「金トレ」。番組連動データ放送実施。

## 放送内容
本番組では、新製品やイベント、ファッション等に関する情報を、男女のMCがペアで番組を進行し、紹介する。

## 放送時間
放送日が祝日と重なった場合、特別番組の編成が優先されて放送休止になることがある。
| 放送期間     | 放送期間      | 放送時間（JST）    | 備考 |
| ------------ | ------------- | ------------------ | --- |
| 2006年4月7日 | 2009年3月27日 | 金曜 09:55 - 10:50 | |
| 2009年4月3日 | 2018年9月28日 | 金曜 10:25 - 10:55 | 『スッキリ!!・第2部』（日本テレビ制作）の放送開始に伴い、放送枠が25分縮小。 前番組『ハナキン通1丁目』と同じ時間帯に戻る。 |

## 主なコーナー
週によっては内容を一部入れ替えることがあった。
- 今週のトレビアン!
- FBS Choo Chooトレイン
- キントレエンタ!!
- 100円クッキング
- トレシネ!
- 教えて!トレッP
- トレたてチェック!
- FBSギャザリング
- 真・3分クッキング

## 現在の出演者

### MC
- 石崎佳代子（福岡放送アナウンサー） - 2016年7月から出演。
- 元木寛人（福岡放送アナウンサー） - 2017年4月から出演。
- 岡野あやか - 2013年10月から出演。

### コーナー担当
- 小林チカ（気象予報士）
- 松田貢児（気象予報士）

## 過去の出演者

### MC
- 赤峯康一（どんぴしゃ） - 2006年4月から2008年3月まで出演。
- 吉川貴司 - 2008年4月から同年7月まで出演。
- 齊藤直史（当時福岡放送アナウンサー） - 元々はリポーターの1人だったが、2008年8月からMCを務めていた。2013年9月まで出演。
- 奥ゆかり - 2009年4月から2010年8月までナレーター兼務で出演。奥田と連動する形で顔出し出演を終了したが、ナレーションについては不明。
- 秋本ゆかり - 2010年9月から2011年9月まで出演。
- 美波ゆい - 2011年10月から2012年7月まで出演。
- 蔵薗えみり - 2012年8月から2013年9月まで出演。
- 奥田美香子（元福岡放送アナウンサー） - 2006年4月から2015年9月迄出演。妊娠・出産のため、2010年8月に一度降板したが、出産後の2011年10月に復帰。後にFBSを退社したが、その後も番組に出演し続けていた。
- 山田真由美（FBS報道局報道部記者） - アナウンサー時代の2015年10月から2016年6月まで出演。
- 豊原慎二（福岡放送アナウンサー） - 2013年10月から2017年3月まで出演。

### コーナー担当･リポーター
- 仲谷亜希子（当時福岡放送アナウンサー）
- 井手迫弘美 - 「FBSギャザリング」を担当。
- 山際千津枝（料理研究家） - 「100円クッキング」を担当。
- 増永吉亨（気象予報士）
- 河野ありさ
- 田辺有沙
- ちんねん
- 村田友紀
- 三浦千佳